# Burg Rossberg

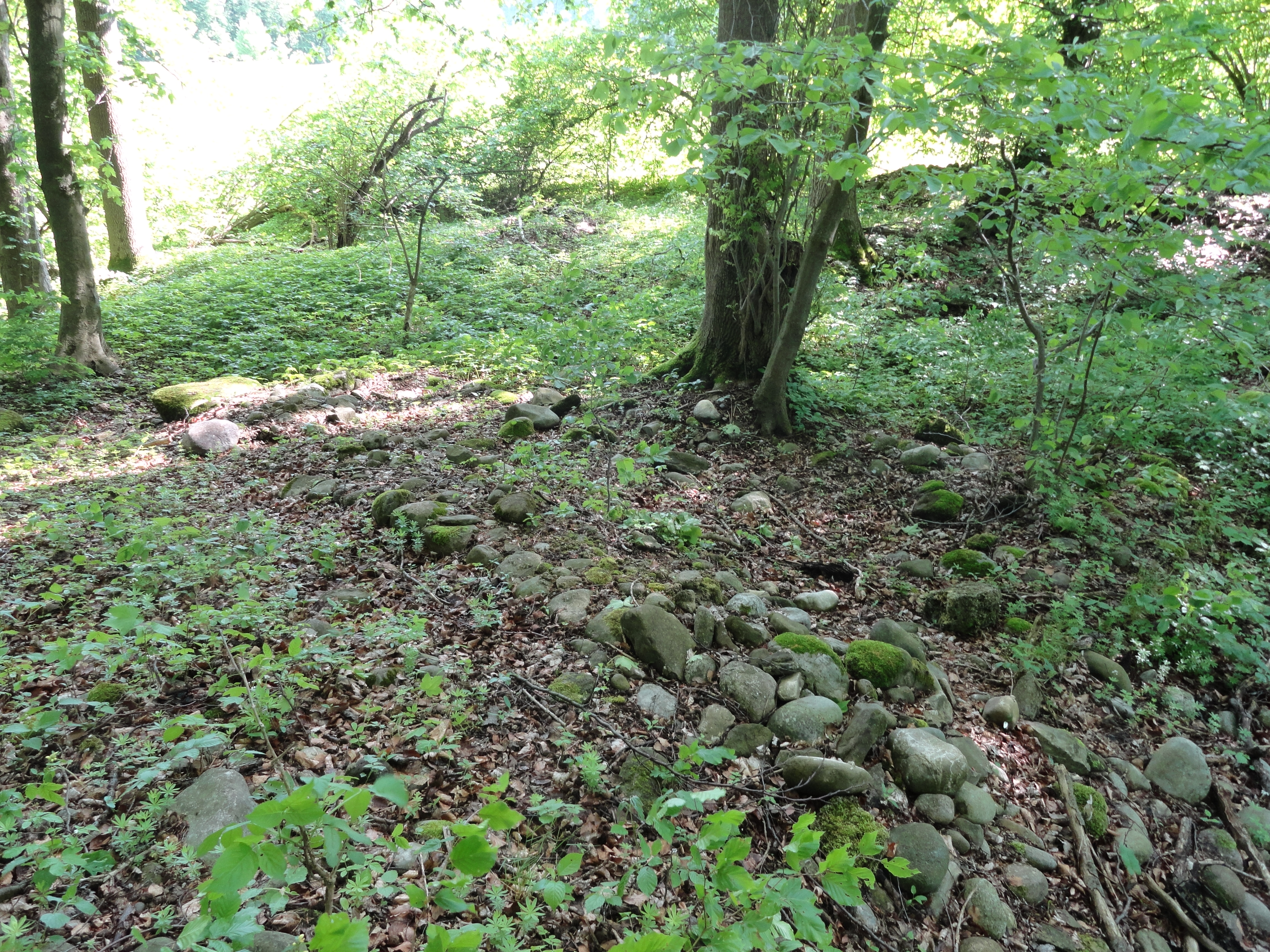
Kaum noch zu erkennen: Grundmauerrest eines Mauerzuges

Die Burg Rossberg ist eine abgegangene Hügelburg (Motte) südlich von Winterthur auf dem Gebiet der Winterthurer Aussenwacht Rossberg, nahe der Ortschaft Kemptthal. Zu den Besitzungen der Burg gehörte damals auch der Hof mit der Kapelle Rossberg, der etwa 800 Meter nördlich von der Burg liegt und heute noch besteht.

## Geschichte

### Geschichte der Burg
Erstmals erwähnt wurde das Geschlecht Rossberg im Jahre 1169, als die Gebrüder Burkhard und Ekkehard «de Rosseberc» in einer Schenkungsurkunde als Gefolgsleute der Grafen von Kyburg auftreten. 1180 traten zwei Brüder Heinrich von Rossberg und Ulrich von Rossberg als Zeugen bei der Schlichtung eines Streits zwischen den Grafen von Kyburg und der Kirche Oberwinterthur auf.
Im Jahr 1241 übertrug Graf Hartmann V. von Kyburg die Einkünfte der Kapelle seiner Frau Margaretha von Savoyen. Drei Jahre später vermachte er unter anderem die Burg Rossberg dem Bischof von Strassburg. Im Jahr 1256 taucht der Name Rossberg das erste Mal in der Stadt Zürich auf. Drei Jahre später findet das Geschlecht seine letzte Erwähnung, als Suevo von Rossberg eine Urkunde im Kloster Töss bezeugt, das nicht weit davon entfernt ist. Ob die Burg zu diesem Zeitpunkt jedoch noch bewohnt ist oder wann diese verlassen wurde, lässt sich nicht feststellen.
Fest steht jedoch, dass der Bischof von Konstanz 1266 bei der Neuvergabe der Pfründe der Kapelle Rossberg festhielt, dass die Burg Rossberg schon «längst zerstört» sei.

### Umgrabung durch Wünschelrutengänger 1552
1552 wurde die Burg durch den Wünschelrutengänger Martin Offner aus Siders begangen. Da er hoffte, Schätze zu finden, grub er das ganze Areal um und zerstörte es dabei nachhaltig. Geblieben von dieser Aktion ist der Flurname «Schatz» für den Burghügel sowie Schutthaufen aus Bollensteinen im Süden der Anlage.

### Archäologische Untersuchungen 1908
1908 fanden auf dem Burghügel unter der Leitung des Lehrers Emil Stauber archäologische Ausgrabungen statt. Dabei fand man die Fundamente eines Wohnturms sowie im südlichen Teil dieses Gebäudes einen Sandsteinblock, den Stauber als Küchenherd deutete. Zudem wurde noch eine Schafsschere gefunden und spärliche kleinere Funde gemacht. Da die Mauerreste nicht konserviert wurden, sind sie heute grösstenteils zerfallen und sind kaum mehr als solche zu erkennen.